# ヴィンペル部隊
ヴィンペル部隊（ロシア語: Вымпел、ペナントの意味）は、ソ連KGB、ロシア連邦保安庁の特殊部隊。任務は原子力施設等の防護である。ソ連時代は、KGB第1総局（対外諜報）「S」局（非合法諜報）の下に位置し、偵察、破壊工作を担当していた。
ヴィンペル部隊は、現在、同じく旧KGBの特殊部隊アルファ部隊と共に、連邦保安庁の憲法体制擁護・テロ対策局特殊任務センターの下にある。

## 歴史

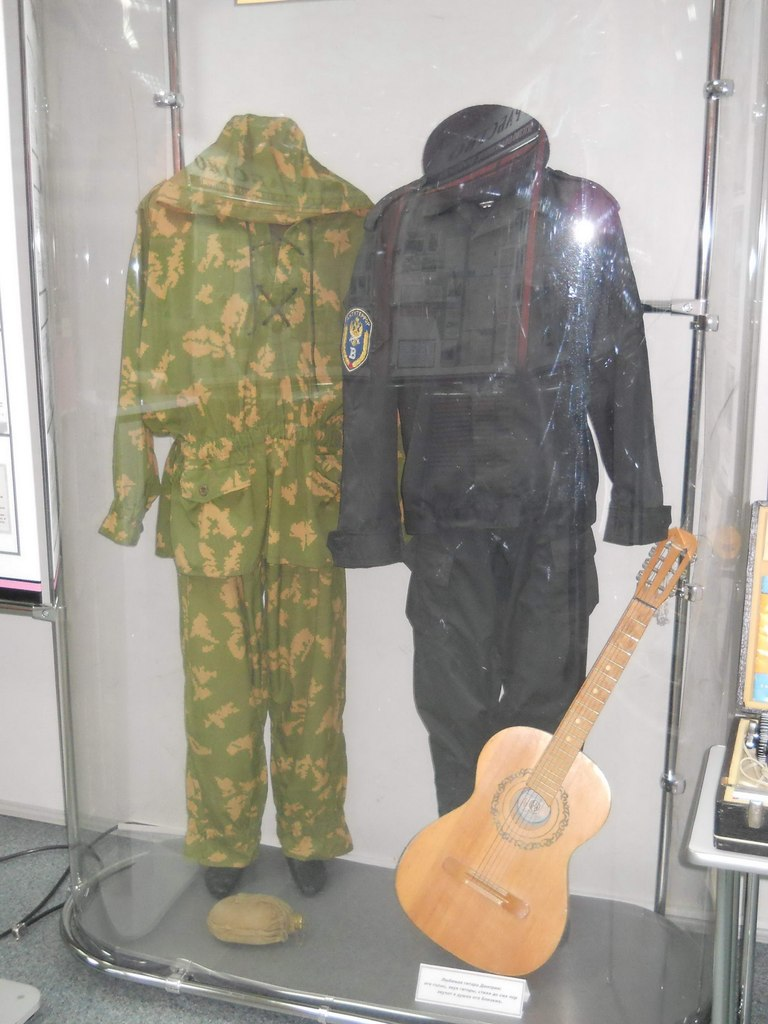
ヴィンペル部隊の制服 (右側)

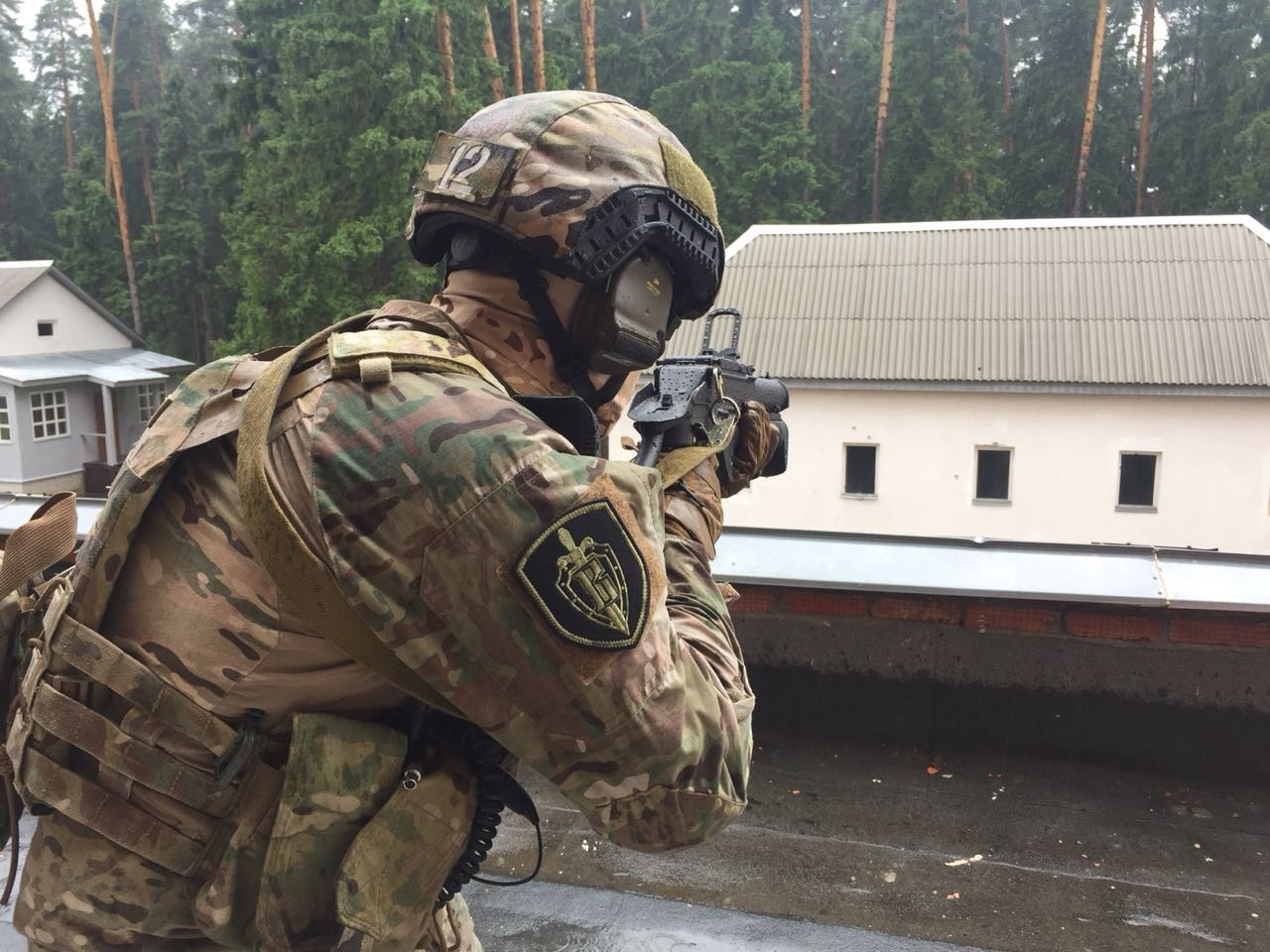
グレネードランチャーを発射するヴィンペル隊員

ヴィンペル部隊の前身は、ゼニート部隊及びカスカード部隊だった（正式名称は、ソ連KGB独立教育センター）。
1981年8月19日、ソ連KGB議長の指示により、第1総局「S」局（非合法諜報）長ユーリー・ドロズドフ少将が、これらの部隊に基づきヴィンペル部隊を創設した。部隊には、約1千人が集められ、10人から20人の班（戦闘条件下では、グループ）に分かれた。最初のグループの訓練は、1982年初めまでに完了し、アフガニスタンに投入された。
平時、部隊は、戦略施設の警備における弱点の点検のために使用された。ヴィンペル隊員は、施設の奪取及び破壊工作を模擬するために、原子力発電所及び軍事工場に派遣された。施設の警備には、「破壊工作員の侵入の可能性」について予め知らされていたが、ヴィンペル隊員は、例外なく任務に成功した。例えば、核兵器が生産及び保管されている原子力施設「アルザマス-16」に侵入し、核弾頭を搭載した鉄道発射型ミサイルの移動経路及び通過時間を特定することができた。
ソ連末期、ヴィンペル部隊は、バクー、エレバン、ナヒチェヴァン、カラバフ、アブハジア、沿ドニエストル、チェチェン、モスクワ等、ほぼ全ての紛争地域に投入された。
1991年8月のクーデター（ソ連8月クーデター）失敗後、ヴインペル部隊は、ロシア連邦保安省に移った。1993年、部隊は、大統領保安局に移管された。テロリストからの原子力施設の防護に加え、麻薬ビジネス、武装犯罪集団、不法武装部隊対策が部隊の任務に加わった。
1993年10月に発生した10月政変では、アルファ部隊と同様に、ヴィンペル部隊は議会突入を拒否した。この結果、部隊は、内務省の管轄下に移管され、ヴェガ部隊と改称された。数百人の隊員中、50人が民警（警察官）となることに同意したが、残りの隊員は、この措置を侮辱（KGB職員の身分は軍人だが、民警は文民）と受け取り、部隊を去った。
1995年8月、大統領令により、ロシア連邦保安庁のテロリズム対策部にヴィンペル部隊が復活した。

## ヴィンペル部隊が登場する作品
- 007 ワールド・イズ・ノット・イナフ - 雪山にてパラシュートで来襲するロシアの原子力局の特殊部隊がこれである可能性は大。
- レインボーシックス シージ - year3 season1の追加オペレーターである finkaはヴィンペル部隊出身である。